# Карацу
Карацу (яп. 唐津市 Карацу-си) — город в Японии, находящийся в префектуре Сага. Площадь города составляет 487,48 км², население — 123 605 человек (1 августа 2014), плотность населения — 253,56 чел./км².

## Географическое положение
Город расположен на острове Кюсю в префектуре Сага региона Кюсю. С ним граничат города Сага, Имари, Таку, Такео, Итосима, Ики, Мацуура и посёлок Генкай. Расположен на берегу бухты Карацу Японского моря (плёс Генкай-Нада), у устья реки Мацуура.

## Население
Население города составляет 123 605 человек (1 августа 2014), а плотность — 253,56 чел./км². Изменение численности населения с 1980 по 2005 годы:
| 1980 | 142 224 чел. |  |
| 1985 | 142 057 чел. |  |
| 1990 | 139 888 чел. |  |
| 1995 | 137 436 чел. |  |
| 2000 | 134 144 чел. |  |
| 2005 | 131 116 чел. |  |

## Символика
Деревом города считается сосна, цветком — глициния.

## Города-побратимы
Карацу является городом-побратимом следующих городов:
- Рейхоку, Япония
- Янчжоу, Китай
- Йосу, Республика Корея
- Согвипхо, Республика Корея